# 無政府狀態
無政府狀態（英語：anarchy，音译安那其）是指一個不存在權威或者政府的社會。這一詞也可以形容反對等級制度的社會和持這一立場的團體。無政府狀態一詞的對應英語單詞anarchy最早出現於1539年，而anarchy一詞始於中世紀的拉丁語詞彙anarchia和希臘語詞彙anarchos，意為「無統治者」。皮埃爾-約瑟夫·普魯東在他1840年的著作《什么是所有权？》中第一次正式使用无政府状态和无政府主义者指代与无政府主义相关的事物，无政府主义是一种新的、拥护基于無國家社會中自由且自发联合体的政治哲学及社會運動。无政府主义者寻求一种废除所有强制性等级制度——特别是国家——的新制度，其中许多人主张建立基于直接民主和工人合作社的新制度。
在日常的使用中，无政府状态可以指缩减或废除传统形式的政府和制度后的新制度，也可以指一个没有政府系统或中央统治的国家或其他有人居住的地方。无政府状态主要由要求用自愿组成的组织取代政府的个人无政府主义者所倡导，这些组织往往参照了自然界本身所具有的社区、封閉經濟、互相依赖和个人主义等概念。尽管无政府状态常被消极地用作混乱或社会崩溃的同义词，但这并不同于无政府主义者所赋予无政府状态，一个没有等级制度的社会的含义。蒲鲁东曾在著作中写道“自由原是秩序的母亲，但不是她的女儿”。

## 词源

圆圈A是无政府主义的代表符号

英语中“anarchy”一词源于中世纪拉丁语的“anarchia”一词和希腊语的“anarchos”（意为“没有统治者”）一词，后者由否定性前缀“a-”和“archos”（意为“统治者”）两部分组合而成，字面意义即为“没有统治者”。無政府主義的象徵之一的圆圈A由大写字母“A”和大写字母“O”组成，其中「A」代表眾多歐洲語言的「無政府主義」或「無政府狀態」的首個字母，西里尔字母和拉丁字母的相關用詞也有以A開頭的傾向。「O」則指秩序（order），合起來即表示皮埃爾-約瑟夫·普魯東曾在《什么是所有权？》一书所写的「社会在无政府状态中寻求秩序」。
1902年，马君武翻译了托马斯·柯卡普（克喀伯）的《俄罗斯大风潮》一书，并在书中将“anarchy”一词直译为无政府，《俄罗斯大风潮》也是最早用汉语介绍无政府主义思想的书籍之一。

## 概述

### 人类学

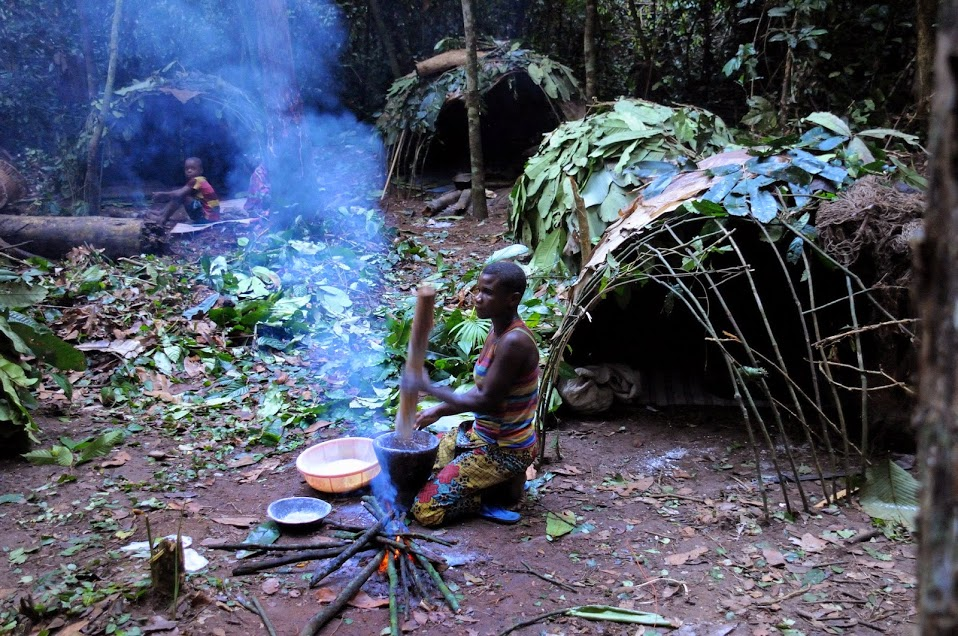
狩猎采集者常被认为居住于无政府社会之中

尽管当今世界各地基本都存在阶级制度或者国家制度，但人类学家已从考古学记录中发现了许多平等的无国家社会，如狩獵採集社会和閃邁人及皮亚罗亚人的园艺社会。其中又有许多社会可以被进一步认为是无政府社会，因为它们明确拒绝集中政治权力的想法。
从进化的角度来看，秉持平等主义的人类狩猎采集社会是人类史上很特别的一段时间。与人类相比，人类的近亲黑猩猩一直秉持完全不平等、由雄性首领主导的阶级制度。由于黑猩猩的这套制度与人类狩猎采集社会的制度差距很大，古人类学家普遍认为，对被支配的抵抗推动了人类意识、语言、亲属关系和社会组织的发展。
在《无政府主义人类学碎片》一书中，无政府人类学家大卫·格雷伯试图勾勒出知识分子在研究无政府主义的社会理论的凝聚力方面可以尝试的研究领域，同时认为“这正是人类学特别能帮上忙的地方”，因为人类学这一学科的主要内容即为观察人类组织社会和社会活动的方方面面，研究、分析和编排世界各地的不同形式的社会和经济结构，以及最重要的，向全世界展示其中最适合人类的社会组织形式。
在《反国家社会》一书中，皮耶·克拉斯特对无国家社会进行了研究，在这些社会中，某些文化习俗和态度阻止了等级制度和国家的发展。科拉特雷斯在书中否定了国家是人类社会进化的自然结果这一观点。
在《逃避统治的艺术》一书中，詹姆士·斯科特对赞米亚进行了研究，赞米亚是指一大片位于东南亚山地且长期处于无国家状态的地理区域。赞米亚的山地将其与低地的国家分离，制造了一片可供逃避者避难的避难区。斯科特在书中认为山人的特殊社会特征和文化特征是为了躲避低地国家的抓捕而发展出的，不应被视为被低地文明遗弃的野蛮遗迹。
彼得·利森研究了十八世纪的海盗、未开化的原始部落成员和加利福尼亚监狱黑帮的私人执法机构后发现，这些团体采用了各不相同的私人执法方法，以满足他们的具体需求并维持整个组织处于无政府状态。
无政府原始主义者基于人类学有关狩猎采集社会的研究对现代文明进行批判，同时指出人类的自我驯化可能导致了疾病、劳动、不平等、战争和心理疾病的蔓延。包括約翰·哲忍在内的一批作家认为，人们对原始社会的刻板印象（如原始社会一定是暴力又茹毛饮血的社会）被用来为现代工业社会的价值观辩护，同时导致个人进一步远离更自然、更公平的社会。

### 国际关系
在国际关系中，无政府状态是指“没有任何高于民族国家的、能够仲裁争端和执行国际法的权威机构”这一状态。

### 政治哲学

#### 无政府主义
作为一种政治哲学，无政府主义主张建立在自愿结社基础上的自治社会。尽管一些作家将其拥护的自治社会更具体地定义为基于非等级制度的自由人联合体制度的社会，这些社会仍常被描述为無國家社會。无政府主义认为国家制度对人民有害，本身没有存在的必要。虽然反对国家制度是无政府主义的核心，但它仍是判定某一思想是否属于无政府主义的必要不充分条件，这也是为什么尽管無政府資本主義和民族無政府主義在自己的名字中带有无政府主义但仍不被认为是無政府主義學派和无政府主义运动一部分、甚至被无政府主义者和学者认为是带有欺骗性或本身就是矛盾的术语的原因。无政府主义要求在人们处理人际关系时尽可能地排除权威或具有等级制度的组织（包括但不限于国家制度）的干预。
无政府主义分为许多不同的类型和学派，尽管各类无政府主义学说的理论基础扎根广泛，遍布极端的个人主义至极端的集体主义之间，但彼此之间并不都相互排斥。总体来说，无政府主义常被划分为個人無政府主義和社會無政府主義两大类，或者其他类似这样的二元划分。无政府主义常被认为是一种激进的左派或極左派运动，许多無政府主義經濟學和无政府主义法律反映了其与共产主义、互助主义、工团主义一般对左翼和社会主义政治做出了具体的阐释——从反权威主义、反國家主義和自由意志主義角度进行的阐释，以这一角度进行阐释的无政府主义的自由意志社會主義分支和社会主义政治经济学相关理论包括集體無政府主義、自由市场无政府主义、綠色無政府主義和参与型经济。在无政府主义内部，一些个人无政府主义者支持部分共产主义的理论，同时一些无政府共产主义者也支持部分个人主义或利己无政府主义的理论，个人无政府主义与社会无政府主义相较而言，前者更为强调个人自由和人类的理性本质，而后者则认为个人自由本质上与社会平等有关，因此更为强调组建社群和互助的重要性。
与其他的社會運動一样，无政府主义亦时而受人欢迎，时而遭到人们厌恶。在无政府主义中，群众社会运动派一直由無政府共產主義和无政府工团主义领导，而个人无政府主义更多的是一种文学思想，而社会无政府主义自19世纪末无政府共产主义取代集体无政府主义成为无政府主义的主流思潮后才从个人无政府主义中分离而出。尽管如此，个人无政府主义的确对各类无政府主义学派产生了影响，许多个人无政府主义者亦参与了大型的无政府主义组织。一些无政府主义者认同基于自卫和非暴力的和平主義，他们被称作無政府和平主義者，同时另一些人则支持在通往无政府主义社会的道路上使用包括革命和行動宣傳在内的激进策略。
自19世纪90年代以来，“自由意志主义”一词开始被用作“无政府主义”一词的同义词，直到20世纪中期随着右派自由意志主義和美国的古典自由主义者开始将自己描述为“自由意志主义者”后，“自由意志主义”和“无政府主义”两词才不再完全相同的混用。此后，古典自由个人主义和自由市場资本主义哲学开始被与无政府主义明确地区分开来，前者被称为“右派自由意志主义”，而后者被称为“左派自由意志主义”、“自由意志社会主义”或“社会自由意志主义”。右派自由意志主义者又可进一步细分为无政府资本主义者、小政府主义者和自愿主义者。英语世界外，“自由意志主义”一词在使用中仍常用于指代无政府主义、反資本主義、自由意志社会主义和社会无政府主义。

#### 伊曼努尔·康德
德国哲学家伊曼努尔·康德在其《从实用主义角度看人类学》一书中把无政府状态视为由“没有武力的法律和自由”组成的政体。在康德看来，无政府状态并不是一个真正的公民国家，因为如果不使用武力来使其法律产生效力，那么法律只是一种“空洞的建议”。康德认为一个国家在维持法律和自由的同时也必须要考虑武力手段，这种状态被他称为共和制。康德认为可以将政府划分为四种：
1. 没有武力的、法治且自由的政府（无政府状态）
2. 没有自由的、武力且法治的政府（专制）
3. 没有自由和法律的、武力的政府（野蛮制）
4. 有武力保证的、自由且法治的政府（共和制）

## 部分国家崩溃后的无政府状态的例子

### 英国内战（1642年–1651年）

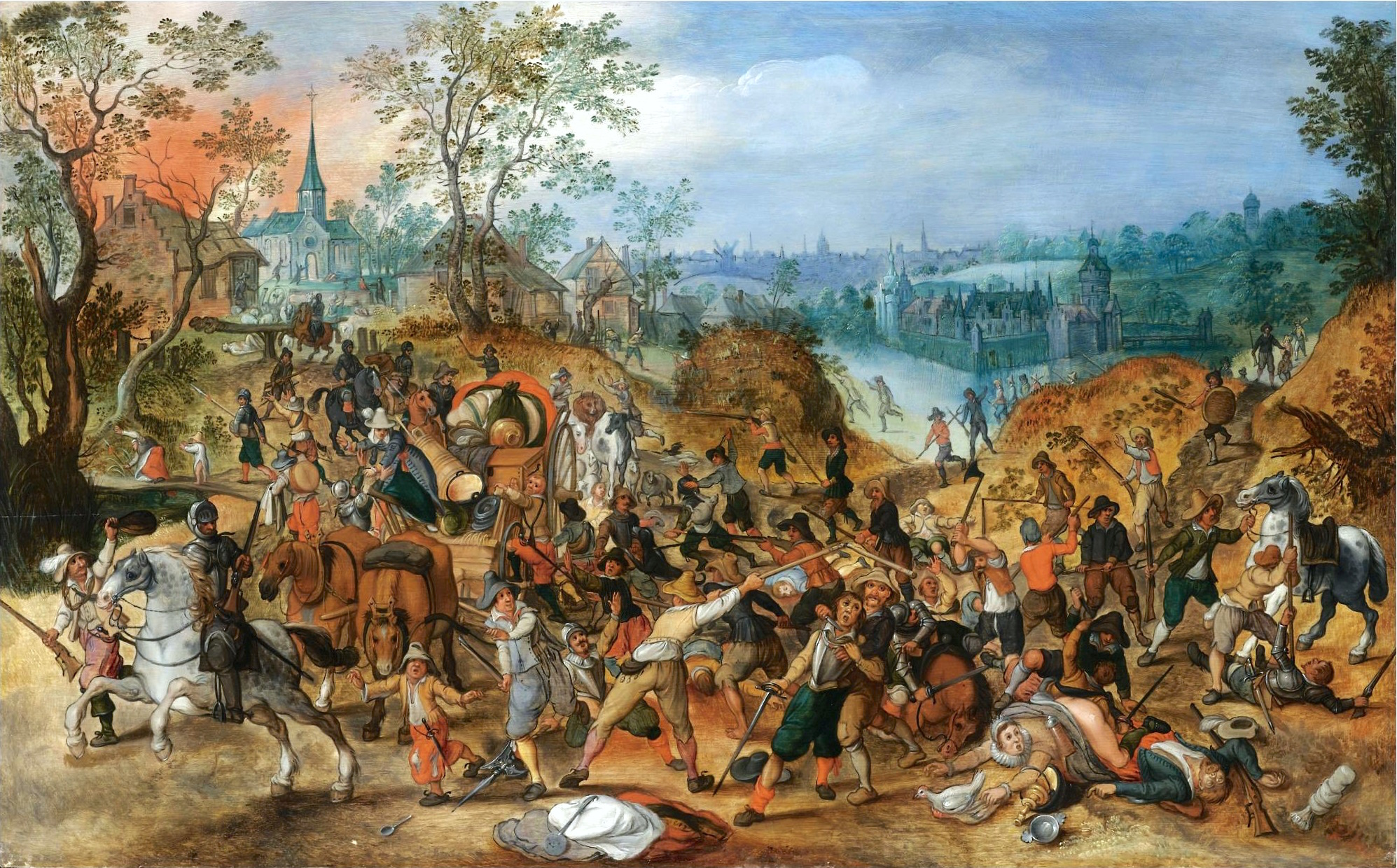
英国内战发生时，欧洲大陆的许多地区在三十年戰爭中已经度过了超过20年的近无政府状态

无政府状态是普特尼辩论上的一个议题：
托马斯·雷恩巴勒：“今天我会比之前更开放、更口无遮拦地与你们继续交流。我希望我们都是心地善良的人，希望我们都能以正直的态度对待自己。如果我真的不信任你，我就不会用这种断言。不过我确实认为我们现在讨论的问题是一个不信任的问题，因为人们太容易把事情想得太简单，而有些时候事情要复杂得多。就我而言，我认为你忘记了我演讲中的一些内容，你不仅自己认为有些人认为政府永远是不正确的，而且你讨厌所有相信这些的人。而且，先生，就因为一个人认为人人都应有选举权，你就说这会毁掉一切财产权——这是在忽略上帝的律法，因为在上帝的律法中已经规定了财产权；不然上帝为何说‘汝不可行窃？’难道说，因为我是个穷人，所以我就必须受到压迫，因为我在这个王国中没有财产，我就必须承受这个王国的所有律法，无论他们对错吗？或者这样说：假如有一个住在乡镇的，和他人一样有三四块庄园领地（天知道他们怎么拿到这些土地的）的乡绅，当要选举议会的时候，他必然会成为议会代表；这时如果他看到一些在自己门口住的穷人，他就会去压榨他们——我知道有大批这样的穷人被轰出门外无家可归，我非常清楚这些是那些富人做的，以让这些穷人承受世界上最残酷的暴政。所以我认为这个问题已经得到了充分地解答：上帝把这件事与他的这条律法规定在一起，即汝不可行窃。就我而言，我反对任何这种支持这种有人没有选举权的想法，至于你们自己，我只希望你们不要让世界觉得我们是支持无政府状态的。”
奥利弗·克伦威尔：“我只知道，善于让步的人有着大智慧。不过，先生，这些条例并不像它们看起来那么好。而且，没人说你支持无政府状态，只是这些条例很可能甚至一定会导致无政府状态。因为如果你取消了财产限制，那么就会导致除了呼吸的利益之外没有任何利益的人在选举中也有发言权，那么哪里还有什么约束或限制？不过，我还是坚信我们不必如此针锋相对。”
随着人们开始对英国内战进行理论研究，无政府状态开始从不同的政治角度得到更明确的定义：
- 1651年，托马斯·霍布斯在《利维坦》一书中将自然狀態描述为所有人對所有人的戰爭的状态，人类在这种状态下过着野蛮的生活：“美洲有许多地方的野蛮民族除开小家族以外并无其他政府，而小家族的协调又完全取决于自然欲望，他们今天还生活在我在上面所说的那种野蛮残忍的状态中”[125][126]。霍布斯在书中进一步指出自然狀態中的争斗主要是由三种原因导致——第一是竞争，第二是猜疑，第三是荣誉：“第一种原因使人为了求利、第二种原因使人为了求安全、第三种原因则使人为了求名誉而进行侵犯”[127]。霍布斯在书中进一步总结出了若干条自然律，其中第一条为：“每一个人只要有获得和平的希望时，就应当力求和平；在不能得到和平时，他就可以寻求并利用战争的一切有利条件和助力”。在自然状态中，“每一个人对每一种事物都具有权利，甚至对彼此的身体也是这样”，因此，霍布斯的第二条自然律致力于让人们能够享受和平的好处：“在别人也愿意这样做的条件下，当一个人[……]认为必要时，会自愿放弃这种对一切事物的权利；而在对他人的自由权方面满足于相当于自己让他人对自己所具有的自由权利”[128]。这也是社会契约的开始，霍布斯的第三条自然律即为“所定信约必须履行”，在此之上不履行社会契约就是不义的，任何不是不义的事物就是正义的。
- 1656年，詹姆士·哈林顿在《大洋国（英语：The Commonwealth of Oceana）》一书中使用“无政府状态”一词描述人民用武力将政府强加在由单个人（君主專制）或由少数人（混合君主制）拥有一切土地所构成的经济基础上的情况。哈灵顿称该词与共和国一词并不相同，后者是指土地所有权和治理权都由广大民众共享的状态，哈林顿认为无政府状态是一种暂时的状态，是由政府形式和财产关系形式之间的均势被破坏引起的[129]。

### 阿尔巴尼亚（1997年）
1997年，阿尔巴尼亚由于金字塔式公司倒闭造成的严重的资金损失而陷入了无政府状态。由于社会崩溃，全副武装的犯罪分子横行霸道。当时每个城市一般有3-4个黑帮，南部尤甚。当时的警察没有足够的资源来处理与黑帮有关的犯罪。

### 索马里（1991年–2006年）

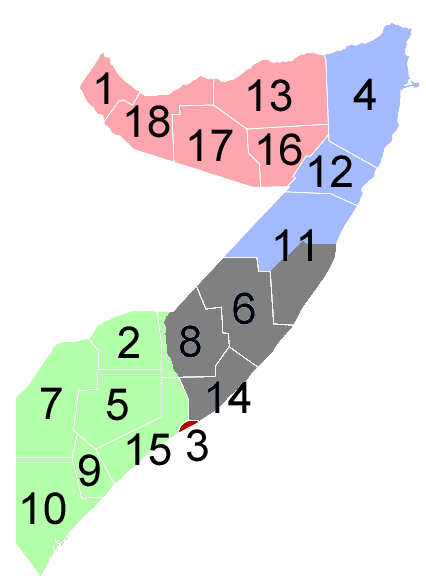
2006年时的索马里地图，标有该地区主要政权所控制的领土

1991年，索马里爆发内战，随后索马里的中央政府崩溃。在这种情况下，索马里的居民开始重新采用地方的冲突解决方式，如采用世俗法、传统法或伊斯兰法进行判决，并规定可对所有判决提出上诉。该国原本的法律结构大概由欧陆法系、宗教法和习惯法（索馬里判官政治）三种法系构成。
虽然索马里的正规司法系统在穆罕默德·西亞德·巴雷政权倒台后几乎被摧毁殆尽，但后来在不同的地区政府，如自治的邦特兰和索马里兰地区政府的努力下在部分地区得以重建。除了地方政府外，索马里过渡国家政府及之后的索马里过渡联邦政府也通过各种国际会议形成了新的临时司法结构。尽管这些政权彼此之间存在着一些重大的政治分歧，但所有这些行政当局有着相似的法律结构，而这些结构大部分是以之前的的索马里政府的司法系统为基础。具体相似之处包括一个以沙里亚法或者其他宗教法优先的特許狀，不过在实践上往往只在结婚、离婚、继承和民事问题等事项使用宗教法。这一特许状还保证了司法機關独立，司法机构受司法委员会保护。此外还有一个包括初审法院、上訴法院和最高法院的三级司法系统，巴雷政权军事政变上台前的生效的文职政府的法律在法律被修改之前也仍然有效。
经济学家亚历克斯·塔巴罗克称索马里在其无国家时期为世界提供了一个“无政府主义理论的独特测试”，同时称其在某些方面接近大衛·佛利民和穆瑞·羅斯巴德等无政府资本主义者支持的理论。但是无政府主义者和包括瓦特·布拉克在内的一些无政府资本主义者不认为索马里是一个无政府主义社会。

## 无政府主义运动

### 俄国内战（1917年–1922年）

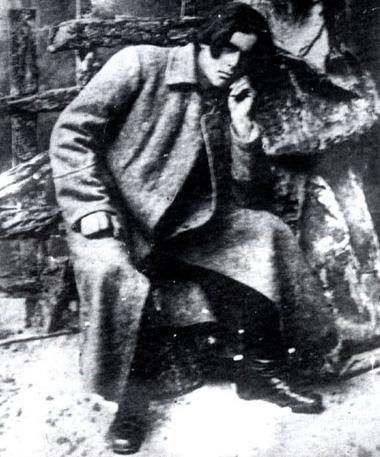
内斯托尔·伊万诺维奇·马赫诺在俄国内战中领导着乌克兰的无政府主义运动马赫诺运动

1917年，俄国布尔什维克与君主主义者之间爆发了内战。随后，在乌克兰境内出现了一支新势力：由内斯托尔·伊万诺维奇·马赫诺领导的无政府主义部队，乌克兰革命起义军。乌克兰的无政府主义者同时组建了马赫诺运动，一个致力于抵抗一切国家权威的无政府主义运动，无论这一权威是来自于一个资本主义国家还是一个共產主義國家。这一运动最终被击败白军的布尔什维克政权吞并。无政府主义理论家埃玛·戈尔德曼将马赫诺描述为领导农民革命运动的“一位非凡人物”。
1918年间，乌克兰的大部分地区被不受当地人民欢迎的同盟国的部队控制。1918年3月，年轻的无政府主义者马赫诺的部队和他的无政府主义和游击队盟友战胜了德国、奥地利和乌克兰民族主义者（如西蒙·彼得留拉）和俄国白军的部队，缴获了大量德国和奥匈帝国的武器。这些以少胜多的战役奠定了马赫诺军事战术方面的地位，他也因此被其崇拜者称为“马赫诺老爹”（Batko Makhno）。
马赫诺视布尔什维克为独裁政权，同时表示反对“契卡......以及其他类似的强制性权威和纪律机构”，呼吁“言论、新闻、集会和工会等自由”。布尔什维克指责马赫诺在他们控制的地区强行建立正式政府，称马赫诺派使用强制征兵，实施草率处决，并拥有两支军事和反情报部队拉兹维德卡（Razvedka）和普罗季夫马赫诺斯基事务委员会（Kommissiya Protivmakhnovskikh Del）（类似契卡和格乌）。不过后世的史学家将这些说法视为欺诈性的宣传。

### 西班牙（1936年）
秉持法西斯主义的西班牙将军弗朗西斯科·弗朗哥在1936年发动了一场军事叛乱，试图推翻人民阵线（当时的西班牙执政党），随后西班牙的无政府主义者、共产主义者和人民阵线的剩余部分联合起来对抗弗朗哥。在整个战争期间和战争结束后不久，许多西班牙工人阶级公民生活在无政府主义社区中，其中许多社区在这一时期蓬勃发展。在德国和意大利的大力支持下，国民军赢得了最终的胜利并建立了由弗朗西斯科·弗朗哥独裁的西班牙政府，有效的终止了西班牙无政府主义的进一步发展。

## 无治社区列表

### 无治社区
- 佐米亚，缺少政府管理的东南亚高地
- 科斯帕亚共和国[145]（1440年–1826年）

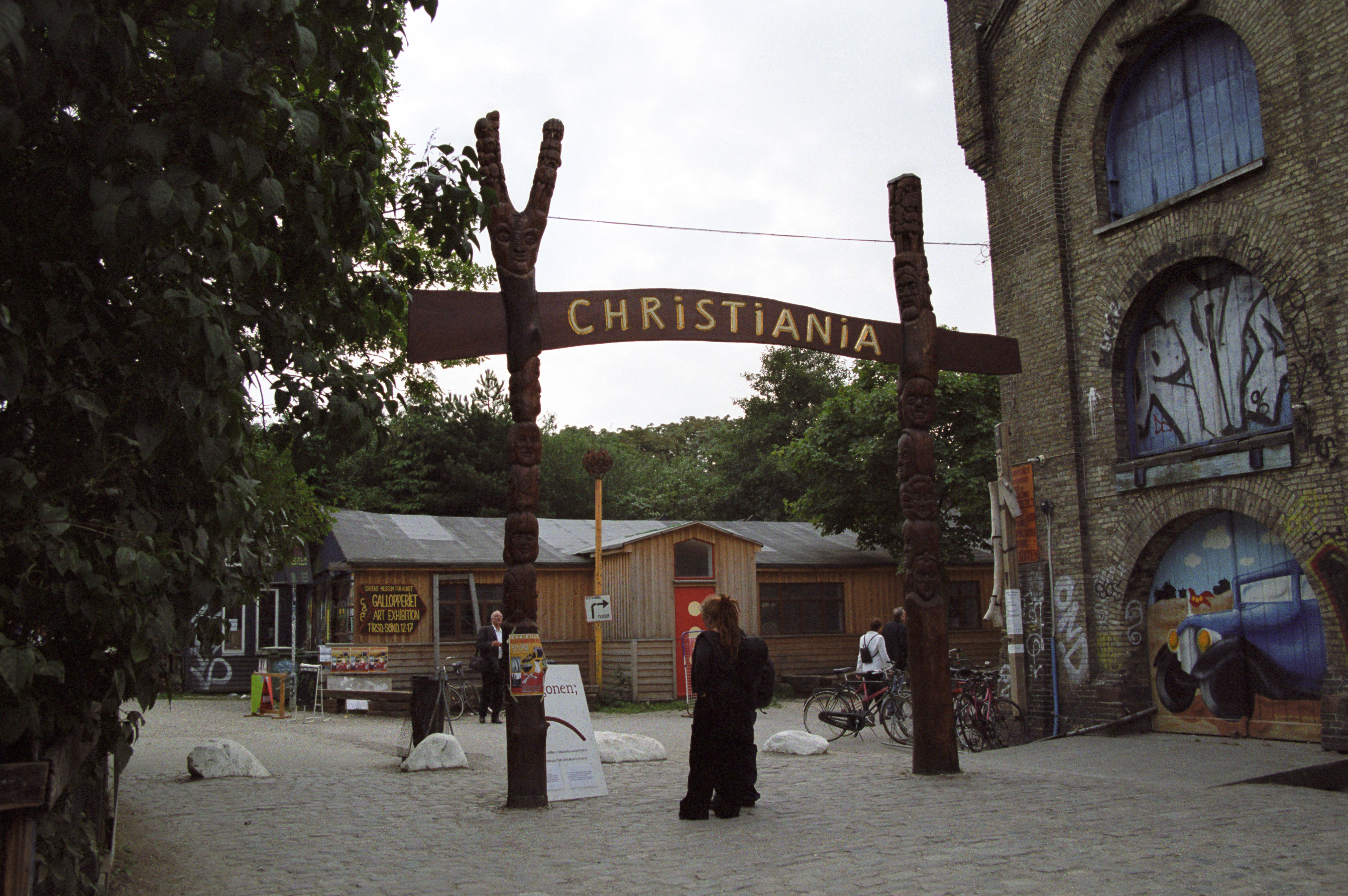
不受当地政府控制的丹麦社区克里斯蒂安尼亞自由城的入口

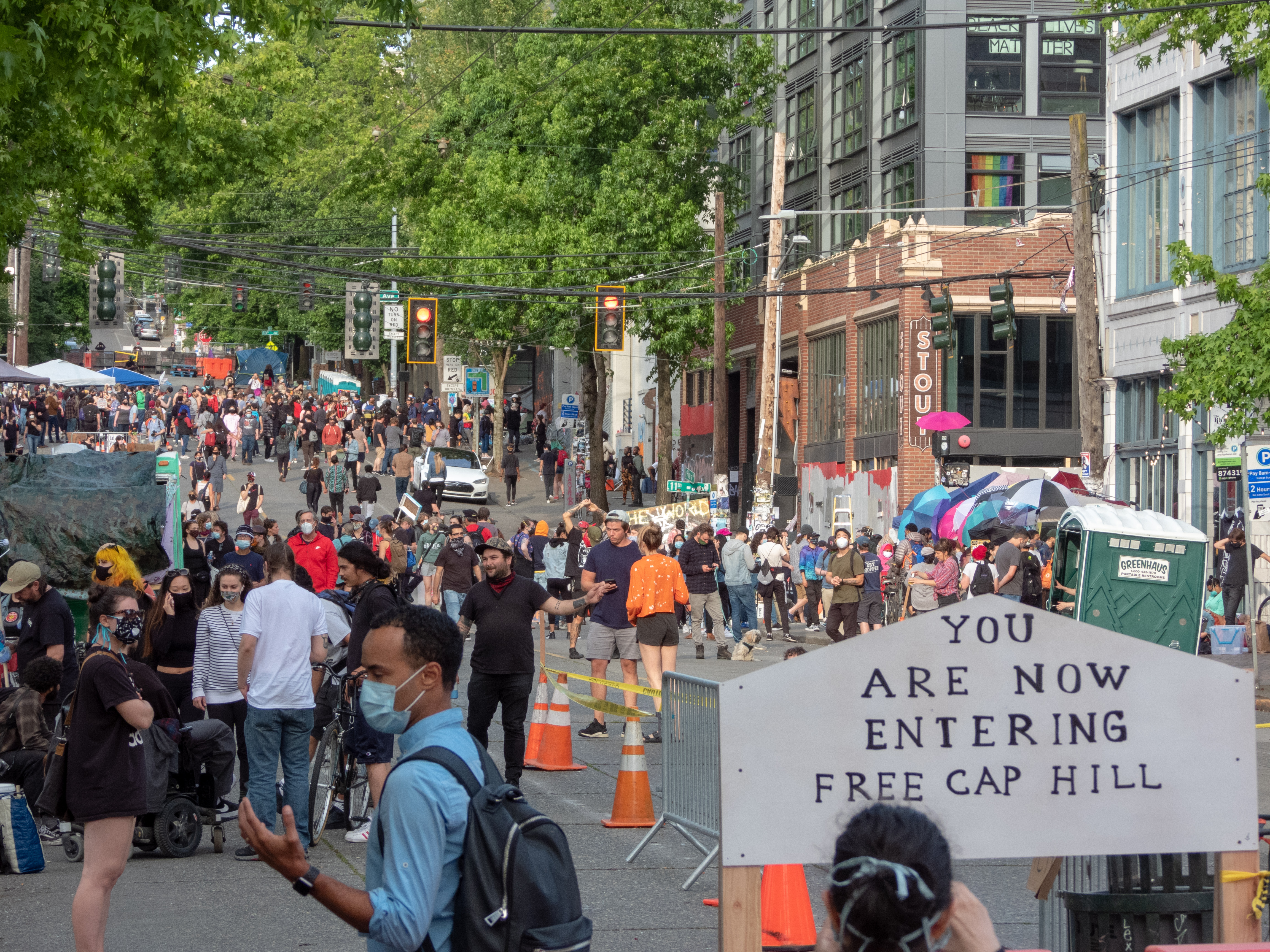
2020年6月8日，没有警察的国会山自治区在西雅圖國會山社区成立

- 挖掘派（位于英格兰，1649年–1651年）
- 利贝塔蒂亚（英语：Libertatia）（海盗政权，成立于17世纪晚期）
- 莫雷斯内特[146]（1816年6月26日–1919年6月28日）
- 九龍寨城，曾位于香港的长期基本不存在政府管理的区域
- 落城（英语：Drop City），第一座嬉皮士城市公社（位于科罗拉多，1965年–1977年）
- 反抗群体（英语：Comunidades de Población en Resistencia），美洲原住民运动（位于危地马拉，1988年–）[147]
- 斯拉布城，由居住在露营车上的人组成的沙漠社区（位于加利福尼亚，1965年–）
- 棚户区居民运动（英语：Abahlali baseMjondolo），南非社会运动（2005年–）[148]
- Ras Khamis（英语：Ras Khamis）
- 国会山自治区（位于西雅图，2020年）[149]

### 无政府主义社区
无政府主义者参与了各种各样的社区的建设。虽然只有少数无政府群众社会是明确的由无政府主义革命产生的，无政府主义者仍建立了一系列的意識社區。
意识社区
- 乌托邦（英语：Utopia, Ohio） (1847年)
- 白路殖民地（英语：Whiteway Colony）（1898年）
- 基布兹（1909年–）
- 生命与劳动公社（英语：Life and Labor Commune）（1921年）
- 克里斯蒂安尼亞自由城（1971年9月26日–）
- 特鲁姆普利克斯（英语：Trumbullplex）（1993年–）

群众社会
- 马赫诺运动（位于乌克兰，1918年11月–1921年）
- 革命加泰罗尼亚（1936年7月21日–1939年5月）
- 在满韩族总联合会（1929年–1931年）
- 埃尔阿尔托社区委员会联合会（英语：Fejuve）（1979年–）
- 反叛萨帕塔自治市镇（1994年–2023年）
- 羅賈瓦（2012年–）